# Aldeaquemada (kommunhuvudort)
Aldeaquemada är en kommunhuvudort i Spanien.   Den ligger i provinsen Provincia de Jaén och regionen Andalusien, i den centrala delen av landet, 220 km söder om huvudstaden Madrid. Aldeaquemada ligger 701 meter över havet och antalet invånare är 529.
Terrängen runt Aldeaquemada är kuperad åt sydost, men åt nordväst är den platt. Runt Aldeaquemada är det glesbefolkat, med 11 invånare per kvadratkilometer. Närmaste större samhälle är Castellar de Santiago, 16,4 km nordost om Aldeaquemada. 